# Наша глас
Наша глас (Náša glás) е вестник на българите в Банат (Румъния), издаван в град Тимишоара от 1990 година насам. Първоначално се списва само на банатски български език, а по-късно започват да излизат материали на книжовен български език и на румънски език. Главен редактор е Щефан Велчов-Заблатоске.